# Boulevard Kellermann
Boulevard Kellermann je bulvár ve 13. obvodu v Paříži. Je součástí tzv. Maršálských bulvárů. Bulvár nese jméno Françoise Christopha Kellermanna (1735–1820), maršála Francie.

## Trasa
Bulvár začíná u Porte d'Italie (u křižovatky ulic Avenue de la Porte-d'Italie a Avenue d'Italie), kde na něj z druhé strany navazuje Boulevard Masséna a pokračuje směrem na západ v obloukové dráze až k hranicím se 14. obvodem, kde na něj navazuje Boulevard Jourdan.

## Historie
V letech 1840–1845 byly postaveny kolem Paříže nové hradby. Dnešní bulvár vznikl na místě bývalé vojenské cesty (Rue Militaire), která vedla po vnitřní straně městských hradeb. Tato silnice byla armádou převedena městu Paříži na základě rozhodnutí z 28. července 1859.
Na konci roku 2006 byla na bulváru zprovozněna tramvajová linka T3.